# TT256
TT256 (Theban Tomb 256) è la sigla che identifica una delle Tombe dei Nobili ubicate nell'area della cosiddetta Necropoli Tebana, sulla sponda occidentale del Nilo dinanzi alla città di Luxor, in Egitto. Destinata a sepolture di nobili e funzionari connessi alle case regnanti, specie del Nuovo Regno, l'area venne sfruttata, come necropoli, fin dall'Antico Regno e, successivamente, sino al periodo Saitico (con la XXVI dinastia) e Tolemaico.

## Titolare
TT256 era la tomba di:
| Titolare   | Titolo                                                                           | Necropoli | Dinastia/Periodo               | Note |
| ---------- | -------------------------------------------------------------------------------- | --------- | ------------------------------ | ---- |
| Nebenkemet | Supervisore del gabinetto del re; Portatore di flabello; Figlio dell'harem reale | El-Khokha | XVIII dinastia (Amenhotep II); |      |

## Biografia
Unica notizia biografica ricavabile dalla TT256 è il nome della moglie: Ryu.

## La tomba
TT256 presenta la forma a "T" rovesciata tipica delle sepolture del periodo; al corridoio di accesso segue una sala trasversale che, senza soluzione di continuità, si prolunga in analoga struttura appartenente alla TT257 talché la sala stessa appare molto più larga di quanto in realtà sia.
Ad un breve corridoio, sulle cui pareti (1 rosso in planimetria) sono rilevabili solo i resti di testi sacri, segue la sala trasversale: sulle pareti (2) su due registri, il defunto e la moglie ricevono un offertorio da un uomo e da altri presenti; poco oltre il defunto e la famiglia praticano la pesca e l'uccellagione mentre altri personaggi provvedono alla pulizia degli animali catturati con offertorio alla dea Thermutis; alcuni uomini riempiono giare, in presenza del defunto e della moglie. sulla parete opposta (3) il defunto e resti di scene in cui compaiono asiatici che recano metalli preziosi, lingotti e vasi in presenza di Amenhotep II (?). Un altro breve corridoio immette in una sala più interna, perpendicolare alla precedente, sulle cui pareti (6), su due registri sovrapposti, sono riportate scene della processione funeraria con uomini che purificano e trainano una statua in presenza del defunto; poco oltre (7) scene di offertorio e, sulla parete opposta (8), resti di scene di caccia. Nella sala trasversale (5) il defunto in offertorio a Thutmosi III (?) con due portatori di offerte tra cui un toro aggiogato. Sulla parete opposta (4 rosso), in due scene, il defunto con la moglie e due figli, di cui non sono riportati i nomi, in offertorio di incensi su un braciere; una coppia seduta, verosimilmente parenti del defunto, e portatori di offerte.

### Annotazioni
1. ↑  La numerazione dei locali e delle pareti segue quella di Porter e Moss 1927, p. 334.
2. ↑  La prima numerazione delle tombe, dalla numero 1 alla 252, risale al 1913 con l'edizione del "Topographical Catalogue of the Private Tombs of Thebes" di Alan Gardiner e Arthur Weigall. Le tombe erano numerate in ordine di scoperta e non geografico; ugualmente in ordine cronologico di scoperta sono le tombe dalla 253 in poi.
3. ↑  I campi della Duat, ovvero l'aldilà egizio, si trovavano, secondo le credenze, proprio sulla riva occidentale del grande fiume.
4. ↑  Nella sua epoca di utilizzo, l'area era nota come "Quella di fronte al suo Signore" (con riferimento alla riva orientale, dove si trovavano le strutture dei Palazzi di residenza dei re e i templi dei principali dei) o, più semplicemente, "Occidente di Tebe".
5. ↑  le Tombe dei Nobili, benché raggruppate in un'unica area, sono di fatto distribuite su più necropoli distinte.
6. ↑  Le note di Gardiner e Weigall, tratte dal "Topographical Catalogue", ed. 1913, terminano con la tomba TT252
7. ↑  Considerato lo stretto legame architettonico tra le tombe, le numerazioni in planimetria sono state riporta in differente colore: rosso per la TT256; nero per la TT257.

### Fonti
1. ↑  Gardiner e Weigall 1913.
2. ↑  Donadoni 1999,  p. 115.
3. 1 2 3  Porter e Moss 1927,  p. 340.
4. ↑  Porter e Moss 1927,  pp. 340-341.